# العلاقات الباهاماسية الجنوب إفريقية
العلاقات الباهاماسية الجنوب أفريقية هي العلاقات الثنائية التي تجمع بين باهاماس وجنوب أفريقيا.

## مقارنة بين البلدين
هذه مقارنة عامة ومرجعية للدولتين:
| وجه المقارنة                                              | باهاماس      | جنوب أفريقيا |
| --------------------------------------------------------- | ------------ | --- |
| المساحة (كم2)                                             | 13.88 ألف    | 1.22 مليون |
| عدد السكان (نسمة)                                         | 395.36 ألف   | 57.73 مليون |
| الكثافة السكانية (ن./كم²)                                 | 28.48        | 47.32 |
| العاصمة                                                   | ناساو        | بريتوريا، بلومفونتين، كيب تاون |
| اللغة الرسمية                                             | لغة إنجليزية | لغة إنجليزية، اللغة الأفريقانية، اللغة النديبلي الجنوبية، اللغة السوثو الشمالية، اللغة السوتية، لغة سوازي، اللغة التسونجا، اللغة التسوانية، اللغة الفيندية، اللغة الكوسية، اللغة الزولوية |
| العملة                                                    | دولار بهامي  | راند جنوب أفريقي |
| الناتج المحلي الإجمالي (بليون دولار)                      | 12.16 مليار  | 349.42 مليار |
| الناتج المحلي الإجمالي (تعادل القوة الشرائية) بليون دولار | 8.92 مليار   | 725.91 مليار |
| الناتج المحلي الإجمالي الاسمي للفرد دولار أمريكي          | 22.82 ألف    | 5.72 ألف |
| الناتج المحلي الإجمالي للفرد دولار أمريكي                 |              | 13.05 ألف |
| مؤشر التنمية البشرية                                      | 0.790        | 0.666 |
| رمز المكالمات الدولي                                      | +1242        | +27 |
| رمز الإنترنت                                              | .bs          | .za |
| المنطقة الزمنية                                           | 00           | ت ع م+02:00، أفريقيا/جوهانسبرغ ‏ |

## منظمات دولية مشتركة
يشترك البلدان في عضوية مجموعة من المنظمات الدولية، منها:
| علم المنظمة | اسم المنظمة                                 | تاريخ انضمام باهاماس | تاريخ انضمام جنوب أفريقيا |
| ----------- | ------------------------------------------- | -------------------- | ------------------------- |
|             | مؤسسة التنمية الدولية                       | 23 يونيو 2008        | 12 أكتوبر 1960            |
|             | يونسكو                                      | 23 أبريل 1981        | 4 نوفمبر 1946             |
|             | وكالة ضمان الاستثمار متعدد الأطراف          | 4 أكتوبر 1994        | 10 مارس 1994              |
|             | الأمم المتحدة                               | 18 سبتمبر 1973       | 7 نوفمبر 1945             |
|             | مجموعة دول أفريقيا والكاريبي والمحيط الهادئ | ?                    | ?                         |
|             | دول الكومنولث                               | ?                    | 11 ديسمبر 1931            |
|             | الفريق المعني برصد الأرض                    | ?                    | ?                         |
|             | الاتحاد البريدي العالمي                     | ?                    | ?                         |
|             | البنك الدولي للإنشاء والتعمير               | 21 أغسطس 1973        | 27 ديسمبر 1945            |
|             | الاتحاد الدولي للاتصالات                    | 19 أغسطس 1974        | 1910                      |
|             | منظمة حظر الأسلحة الكيميائية                | ?                    | ?                         |
|             | مؤسسة التمويل الدولية                       | 8 ديسمبر 1986        | 3 أبريل 1957              |
|             | منظمة الشرطة الجنائية الدولية               | ?                    | ?                         |

## وصلات خارجية
- موقع وزارة الخارجية الجنوب أفريقية